# Parerga e paralipomena
Parerga e paralipomena (Parerga und Paralipomena: kleine philosophische Schriften, 1851) è una raccolta di scritti "minori" di Arthur Schopenhauer (1788-1860). Il titolo dell'opera potrebbe essere tradotto come digressioni e omissioni.
La prima edizione uscì in due volumi nel novembre del 1851 presso la Druck und Verlag von A. W. Hayn di Berlino, dopo che l'autore vi aveva lavorato per sei anni, dal 1845 al 1850. Insieme con Il mondo come volontà e rappresentazione, questi scritti formano i quattro quinti dell'opera del filosofo. Si dice che tutti i lavori successivi vi fossero destinati, ma l'autore non riuscì a completare una seconda progettata edizione. L'opera segnò l'inizio della diffusione del pensiero di Schopenhauer che fino al 1851 era stato completamente ignorato.
Altri scritti, lasciati all'allievo Julius Frauenstädt (1813-1879), confluirono nella seconda edizione del 1862 (presso lo stesso editore), ma è solo dall'edizione delle Sämtliche Werke (Liepzig, 1891, volumi 4 e 5) a cura di Eduard Grisebach, e più rigorosamente in quella successiva a cura di Paul Deussen (München, 1913, volumi 4 e 5) che si comincia a comprendere il carattere definitivo dell'opera. Altre edizioni successive, a cura di Ernst Bergmann (Reclam, 1920-21, che riprendeva e migliorava il lavoro di Grisebach) e di Arthur Hübscher (1946-51) fanno ulteriori tentativi di ampliare il testo secondo i desideri del filosofo.

## La struttura del testo
Dopo un motto tratto da Giovenale (Vitam impendere vero), l'opera ha una breve premessa del dicembre 1850. Seguono quindi i saggi

### Tomo primo
- Schizzo di una storia della teoria dell'ideale e del reale
- Frammenti sulla storia della filosofia
- Sulla filosofia delle università
- Speculazione trascendente sull'apparente disegno intenzionale nel destino dell'individuo
- Saggio sulle visioni di spiriti e su quanto vi è connesso
- Aforismi sulla saggezza della vita
  - Introduzione
  - Partizione
  - Di ciò che uno è
  - Di ciò che uno ha
  - Di ciò che uno rappresenta
  - Parenesi e massime
    - Precetti generali
    - Precetti riguardanti il nostro comportamento verso noi stessi
    - Precetti riguardanti il nostro comportamento verso altri
    - Precetti riguardanti il nostro comportamento di fronte al corso degli avvenimenti e al destino

  - Sulla differenza tra le età della vita

### Tomo secondo
- Pensieri diversi, ma ordinati sistematicamente su argomenti di vario genere
  - Sulla filosofia e il suo metodo
  - Logica e dialettica
  - Pensieri riguardanti l'intelletto in generale e sotto ogni rapporto
  - Alcune considerazioni sul contrasto tra cosa in sé e apparenza
  - Alcune parole sul panteismo
  - Sulla filosofia e la scienza della natura
  - Sulla teoria dei colori
  - Sull'etica
  - Sulla teoria del diritto e della politica
  - Sulla dottrina dell'indistruttibilità del nostro vero essere da parte della morte
  - Aggiunte alla dottrina della nullità dell'esistenza
  - Aggiunte alla dottrina del dolore del mondo
  - Sul suicidio
  - Aggiunte alla dottrina dell'affermazione e negazione della volontà di vivere
  - Della religione
  - Alcune cose relative alla letteratura sanscrita
  - Alcune osservazioni sull'antichità
  - Alcune osservazioni mitologiche
  - Metafisica del bello e estetica
  - Su giudizio, critica, applauso e gloria
  - A proposito d'erudizione e di scienziati
  - Pensare da sé
  - Sul mestiere dello scrittore e sullo stile
  - Del leggere e dei libri
  - Della lingua e delle parole
  - Osservazioni psicologiche
  - Sulle donne
  - Dell'educazione
  - Della fisiognomica
  - Del chiasso e dei rumori
  - Similitudini, parabole e favole
- Alcuni versi

## Edizioni italiane
L'edizione italiana completa, a cura di Giorgio Colli e Mario Carpitella, rispettivamente del primo e del secondo tomo, quest'ultimo tradotto da Mazzino Montinari (capitoli 1-14) ed Eva Amendola Kühn (capitoli 15-31), si basa sulle edizioni Bergmann e Deussen, ed è stata pubblicata da Boringhieri nel 1963 e, ampliata, da Adelphi nel 1981.
Singoli saggi sono stati tradotti precedentemente da Oscar Chilesotti (gli Aforismi sulla saggezza nella vita, 1885); da Giovanni Papini (La filosofia delle università, Carabba 1909; Studio Tesi, 1992); da Mario Cerati (Pensieri e frammenti, Sonzogno, 1911); da Ervino Pocar (La vita saggia, 1945; Aforismi sulla saggezza del vivere, Silva, 1968; Longanesi, 1986); da Eugenio Battisti (Aforismi sulla saggezza, Utet, 1952); o successivamente, da Piero Martinetti (Morale e religione, Mursia, 1981); da Carmelo Spinelli (Ferraro, 1987); Da Anacleto Verrecchia (Sulla filosofia da università, Tea, 1992); da Bettino Betti (Aforismi per una vita saggia, Rizzoli, 1993); da Francesca Ricci (Saggio sulla visione degli spiriti, Newton Compton, 1993), da Franco Venturi (Discorso sulle donne, La vita felice, 2003) ecc. o pubblicati singolarmente dalla stessa Adelphi con introduzioni di Manlio Sgalambro, Franco Volpi ecc.